# 훌리오 아달베르토 리베라
훌리오 아달베르토 리베라(스페인어: Julio Adalberto Rivera, 1921년 9월 2일 ~ 1973년 6월 29일)는 1962년부터 1967년까지 엘살바도르의 대통령으로 재임한 인물이다. 본명은 훌리오 아달베르토 리베라 카르바요(스페인어: Julio Adalberto Rivera Carballo)이다.
1921년 사카테콜루카에서 태어났다. 1939년 육군사관학교에 입학하였고, 1944년 소위 등급으로 졸업했다. 이후 이탈리아어를 공부하였으며 10년 후 이탈리아로 파견되었다.
3년 뒤 고국으로 돌아갔고, 1960년 호세 마리아 레무스를 쫓아내기 위한 쿠데타에 가담한다. 이후 임시 정부에 합류하였으며, 1962년 대선에 단독 출마하여 대통령으로 당선된다.
쿠바 혁명으로 사회주의의 영향이 퍼졌던 그 당시, 그는 반공법을 통과시켰다. 그밖에 그는 좌익활동을 억압하기 위한 여러 정책들을 실시하였고, 1967년 피델 산체스 에르난데스에게 권력을 이양하였다.
1973년 심장마비로 사망했다.